# هيئة البيعة السعودية
هيئة البيعة السعودية، هي هيئة سعودية تعنى باختيار الملك وولي العهد، وتتكون من أبناء وأحفاد المؤسس الملك عبد العزيز آل سعود، ولقد أسست الهيئة في 26 رمضان 1427 هـ الموافق 18 أكتوبر 2006 ، بالأمر الملكي رقم أ / 135 وتاريخ 26 / 9 / 1427هـ، وكان يرأس الهيئة الأمير مشعل بن عبد العزيز آل سعود حتى وفاته في 3 مايو 2017.
حسب المادة الخامسة عشرة من نظام الهيئة، فإنه يرأس الهيئة أكبر الأعضاء سناً من أبناء الملك المؤسس ولا يحتاج تعيينه إلى أمر ملكي.

## نشأتها

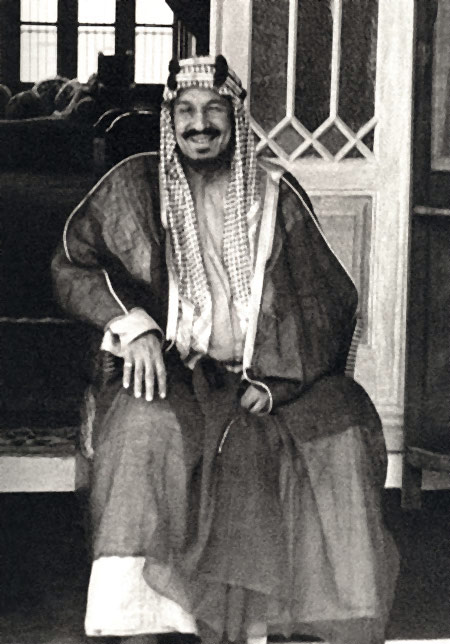
المؤسس الملك عبد العزيز

أسست الهيئة بأمر من الملك عبد الله بن عبد العزيز آل سعود، ونص أمر تأسيسها بأنها تتكون من أبناء الملك عبد العزيز أو أحفاده في بعض الحالات التي يحددها النظام، بالإضافة إلى إثنين يعينهما الملك، أحدهما من أبنائه والآخر من أبناء ولي العهد، وتقوم عند وفاة الملك بالدعوة إلى مبايعة ولي العهد ملكًا على البلاد. وحسب ما نص عليه نظام الهيئة يقوم الملك بعد مبايعته وبعد التشاور مع أعضاء الهيئة باختيار من يراه مناسبًا لولاية العهد على أن يعرض بعد ذلك اختيار الملك على الهيئة لترشح واحدًا منهم، وفي حالة عدم ترشيحها لأي منهم فعلى الهيئة ترشيح من تراه مناسبًا لولاية للعهد، وفي حالة عدم موافقة الملك على ترشيح الهيئة، تقوم الهيئة بعملية تصويت بين من رشحته والآخر يختاره الملك، وتتم بعد ذلك تسمية الحاصل على أكثر الأصوات وليًا للعهد. وحدد نظام الهيئة بأن يتم اختيار ولي العهد في مدة زمنية لا تزيد على ثلاثين يومًا من تاريخ مبايعة الملك.

### تشكيلها
أعلن في 30 ذو القعدة 1428 هـ الموافق 10 ديسمبر 2007 عن تشكيل الهيئة برئاسة الأمير مشعل بن عبد العزيز آل سعود
.
وفيما يلي نص بيان الديوان الملكي الذي صدر بخصوص إنشاء هيئة البيعة:
| هيئة البيعة السعودية                        | بسم الله الرحمن الرحيم الرقم: أ/135 التاريخ: 26/9/1427 هـ بعون الله نحن عبد الله بن عبد العزيز آل سعود ملك المملكة العربية السعودية بعد الاطلاع على النظام الأساسي للحكم الصادر بالأمر الملكي رقم أ / 90 وتاريخ 27/8/1412 هـ. وبعد الاطلاع على مشروع نظام هيئة البيعة. وبناء على ما تقتضيه المصلحة العامة. أمرنا بما هو آت: أولا: إصدار نظام هيئة البيعة بالصيغة المرفقة بهذا. ثانيا: تعدل الفقرة (ج)من المادة الخامسة من النظام الأساسي للحكم الصادر بالأمر الملكي رقم أ/ 90 وتاريخ 27/8/1412 هـ لتكون بالنص الآتي:(ج - تتم الدعوة لمبايعة الملك، واختيار ولي العهد وفقا لنظام هيئة البيعة). ثالثا: تسري أحكام نظام هيئة البيعة على الحالات المستقبلية ولا تسري أحكامه على الملك وولي العهد الحاليين. رابعا: يبلغ أمرنا هذا للجهات المختصة لاعتماده وتنفيذه. | هيئة البيعة السعودية |
| — بيان تأسيس الهيئة، الملك عبد الله آل سعود | |                      |

## الملك وولاية العهد بعد إنشاء هيئة البيعة
- اختيار الأمير نايف بن عبد العزيز آل سعود ولياً للعهد بعد اختياره من قبل الملك عبد الله بن عبد العزيز آل سعود وإشعاره لرئيس وأعضاء هيئة البيعة واعتماده على الفقرة الثالثة من الأمر الملكي الذي شكل الهيئة والذي نص أن أحكام الهيئة لا تسري على الملك عبد الله بن عبد العزيز آل سعود[4]
- اختيار الأمير سلمان بن عبد العزيز آل سعود ولياً للعهد بعد اختياره من قبل الملك عبد الله بن عبد العزيز آل سعود واعتماده على الفقرة الثالثة من الأمر الملكي الذي شكل الهيئة والذي نص أن أحكام الهيئة لا تسري على الملك عبد الله بن عبد العزيز آل سعود [5]
- اختيار الأمير مقرن بن عبد العزيز آل سعود ولياً لولي العهد بعد موافقة ثلاثة أرباع هيئة البيعة [6]
- صدر بيان من الديوان الملكي بعد وفاة الملك عبدالله بن عبدالعزيز آل سعود ، بمبايعة ولي العهد الأمير سلمان بن عبدالعزيز آل سعود ملكاً على البلاد وفق النظام الأساسي للحكم ، ومبايعة الأمير مقرن بن عبدالعزيز آل سعود ولياً للعهد بناء على البند ( ثانياً ) من الأمر الملكي رقم أ / 86 وتاريخ 26 / 5 / 1435هـ ، الذي نص على أن يبايع الأمير مقرن بن عبدالعزيز آل سعود ولياً للعهد في حال خلو ولاية العهد [7]
- اختيار الأمير محمد بن نايف بن عبد العزيز آل سعود ولياً لولي العهد بموافقة أغلبية هيئة البيعة [8]
- اختيار الأمير محمد بن نايف بن عبد العزيز آل سعود ولياً للعهد بأمر ملكي من الملك سلمان بن عبدالعزيز آل سعود بعد الإطلاع على نظام هيئة البيعة[9]
- اختيار الأمير محمد بن سلمان بن عبد العزيز آل سعود ولياً لولي العهد بموافقة أغلبية عظمى من هيئة البيعة[9]
- اختيار الأمير محمد بن سلمان بن عبدالعزيز آل سعود ولياً للعهد بعد موافقة 31 من أصل 34 من أعضاء هيئة البيعة.[10][11]

## أنظمة ولوائح هيئة البيعة
- المادة الأولى

تكون بأمر ملكي هيئة تسمى «هيئة البيعة» على النحو الآتي:
1. أبناء الملك المؤسس عبد العزيز بن عبد الرحمن الفيصل آل سعود.
2. أحد أبناء كل متوفى، أو معتذر، أو عاجز بموجب تقرير طبي، يعينه الملك من أبناء الملك المؤسس عبد العزيز بن عبد الرحمن الفيصل آل سعود، على أن يكون مشهودا له بالصلاح والكفاية.
3. اثنان يعينهما الملك أحدهما من أبنائه والآخر من أبناء ولي العهد على أن يكونا مشهودا لهما بالصلاح والكفاية.
4. وإذا خلا محل أي من أعضاء هيئة البيعة، يعين الملك بديلا عنه وفق الضوابط المشار إليها في الفقرتين (1) و(2) من هذه المادة.

- المادة الثانية

تمارس الهيئة المهام المنوطة بها وفقا لهذا النظام والنظام الأساسي للحكم.
- المادة الثالثة

تلتزم الهيئة بكتاب الله، وسنة رسوله محمد صلى الله عليه وسلم، والمحافظة على كيان الدولة، وعلى وحدة الأسرة المالكة وتعاونها، وعدم تفرقها، وعلى الوحدة الوطنية، ومصالح الشعب.
- المادة الرابعة

مقر الهيئة في مدينة الرياض، وتعقد اجتماعاتها في الديوان الملكي، ويجوز بموافقة الملك عقد اجتماعاتها في أحد مقار الديوان الملكي داخل المملكة، أو أي مكان آخر يحدده الملك.
- المادة الخامسة

يؤدي رئيس وأعضاء الهيئة وأمينها العام قبل أن يباشروا أعمالهم في الهيئة أمام الملك القسم التالي: «أقسم بالله العظيم أن أكون مخلصا لديني، ثم لمليكي وبلادي، وألا أبوح بسر من أسرار الدولة، وأن أحافظ على مصالحها، وأنظمتها، وأن أحرص على وحدة الأسرة المالكة وتعاونها، وعلى الوحدة الوطنية، وأن أؤدي أعمالي بالصدق والأمانة، والإخلاص، والعدل».
- المادة السادسة

عند وفاة الملك تقوم الهيئة بالدعوة إلى مبايعة ولي العهد ملكا على البلاد وفقا لهذا النظام والنظام الأساسي للحكم.
- المادة السابعة

1. يختار الملك بعد مبايعته، وبعد التشاور مع أعضاء الهيئة، واحدا، أو اثنين، أو ثلاثة، ممن يراه لولاية العهد ويعرض هذا الاختيار على الهيئة، وعليها بذل الجهد للوصول إلى ترشيح واحد من هؤلاء بالتوافق لتتم تسميته وليا للعهد. وفي حالة عدم ترشيح الهيئة لأي من هؤلاء فعليها ترشيح من تراه وليا للعهد.
2. للملك في أي وقت أن يطلب من الهيئة ترشيح من تراه لولاية العهد، وفي حالة عدم موافقة الملك على من رشحته الهيئة، وفقا لأي من الفقرتين (أ) و(ب) من هذه المادة، فعلى الهيئة التصويت على من رشحته وواحد يختاره الملك، وتتم تسمية الحاصل من بينهما على أكثر من الأصوات وليا للعهد.

- المادة الثامنة

يجب أن يتوافر في المرشح لولاية العهد ما تنص عليه الفقرة (ب) من المادة الخامسة من النظام الأساسي للحكم.
- المادة التاسعة

يتم اختيار ولي العهد وفقا لحكم المادة السابعة، في مدة لا تزيد عن ثلاثين يوما من تاريخ مبايعة الملك.
- المادة العاشرة

تشكل الهيئة مجلسا مؤقتا للحكم من خمسة من أعضائها، ويتولى المجلس إدارة شؤون الدولة، بصفة مؤقتة في الحالات المنصوص عليها في هذا النظام.
وفي كل الأحوال ليس لهذا المجلس أي صلاحية لتعديل النظام الأساسي للحكم، أو هذا النظام، أو نظام مجلس الوزراء، أو نظام مجلس الشورى، أو نظام المناطق، أو نظام مجلس الأمن الوطني، أو أي من الأنظمة الأخرى ذات العلاقة بالحكم. وليس له حل مجلس الوزراء، أو مجلس الشورى، أو إعادة تكوينهما. وعلى المجلس خلال المدة الانتقالية المحافظة على وحدة الدولة، ومصالحها الداخلية والخارجية وأنظمتها.
- المادة الحادية عشرة

في حالة توفر القناعة لدى الهيئة بعدم قدرة الملك على ممارسة سلطاته لأسباب صحية تقوم الهيئة بتكليف اللجنة الطبية المنصوص عليها في هذا النظام بإعداد تقرير طبي عن الحالة الصحية للملك، فإذا أثبت التقرير الطبي أن عدم قدرة الملك على ممارسة سلطاته تعد حالة مؤقتة، فتقوم الهيئة بإعداد محضر إثبات لذلك وعندئذ تنتقل مباشرة سلطات الملك بصفة مؤقتة إلى ولي العهد لحين شفاء الملك. وعند وصول إخطار كتابي من الملك إلى رئيس الهيئة بأنه قد تجاوز الأسباب الصحية التي لم تمكنه من ممارسة سلطاته، أو عند توفر القناعة لدى الهيئة بذلك، فعليها تكليف اللجنة الطبية المشار إليها بإعداد تقرير طبي عن حالة الملك الصحية، على أن يكون ذلك في مدة لا تتجاوز أربعا وعشرين ساعة. وإذا أثبت التقرير الطبي قدرة الملك على ممارسة سلطاته، فعلى الهيئة إعداد محضر إثبات لذلك وعندئذ يستأنف الملك ممارسة سلطاته.
أما إذا أثبت التقرير الطبي أن عدم قدرة الملك على ممارسة سلطاته تعد حالة دائمة، فعلى الهيئة إعداد محضر إثبات لذلك، وعندئذ تدعو الهيئة لمبايعة ولي العهد ملكا على البلاد على أن تتم هذه الإجراءات وفقا لهذا النظام والنظام الأساسي للحكم في مدة لا تتجاوز أربعا وعشرين ساعة.
- المادة الثانية عشرة

في حالة توفر القناعة لدى الهيئة بعدم قدرة الملك وولي عهده على ممارسة سلطاتهما لأسباب صحية، فعلى الهيئة تكليف اللجنة الطبية المنصوص عليها في هذا النظام بإعداد تقرير طبي عن حالتهما الصحية، فإذا أثبت التقرير الطبي أن عدم قدرتهما على ممارسة سلطاتهما تعد حالة مؤقتة، فتقوم الهيئة بإعداد محضر إثبات لذلك، وعندئذ يتولى (المجلس المؤقت للحكم) إدارة شؤون الدولة ورعاية مصالح الشعب لحين شفاء أي منهما. وعند وصول إخطار كتابي من الملك أو ولي العهد إلى الهيئة بأنه قد تجاوز الأسباب الصحية التي لم تمكنه من ممارسة سلطاته، أو عند توفر القناعة لدى الهيئة بذلك فعليها تكليف اللجنة الطبية المشار إليها بإعداد تقرير طبي عن حالته على أن يكون ذلك في مدة لا تتجاوز أربعا وعشرين ساعة، فإذا أثبت التقرير الطبي قدرة أي منهما على ممارسة سلطاته فعلى الهيئة إعداد محضر إثبات لذلك، وعندئذ يستأنف ممارسة سلطاته.
أما إذا أثبت التقرير الطبي أن عدم قدرتهما على ممارسة سلطاتهما تعد حالة دائمة، فعلى هيئة البيعة إعداد محضر إثبات لذلك، وعندئذ يتولى المجلس المؤقت للحكم إدارة شؤون الدولة، على أن تقوم الهيئة خلال مدة لا تتجاوز سبعة أيام باختيار الأصلح للحكم من أبناء الملك المؤسس عبد العزيز بن عبد الرحمن الفيصل آل سعود وأبناء الأبناء، والدعوة إلى مبايعته ملكا على البلاد وفقا لهذا النظام والنظام الأساسي للحكم.
- المادة الثالثة عشرة

في حالة وفاة الملك وولي العهد في وقت واحد تقوم الهيئة خلال مدة لا تتجاوز سبعة أيام باختيار الأصلح للحكم من أبناء الملك المؤسس عبد العزيز بن عبد الرحمن الفيصل آل سعود وأبناء الأبناء والدعوة إلى مبايعته ملكا على البلاد وفقا لهذا النظام والنظام الأساسي للحكم.
ويتولى المجلس المؤقت للحكم إدارة شؤون الدولة لحين مبايعة الملك.
- المادة الرابعة عشرة

تكون لجنة طبية من كل من:
1. 1 المسؤول الطبي عن العيادات الملكية.

1. 2 المدير الطبي لمستشفى الملك فيصل التخصصي.

1. 3 ثلاثة من عمداء كليات الطب في المملكة تختارهم هيئة البيعة.

وتتولى اللجنة إصدار التقارير الطبية المشار إليها في هذا النظام، ولها أن تستعين بمن تراه من الأطباء.
- المادة الخامسة عشرة

يرأس الهيئة أكبر الأعضاء سناً من أبناء الملك المؤسس عبد العزيز بن عبد الرحمن الفيصل آل سعود، وينوب عنه الذي يليه في السن من إخوته، وفي حالة عدم وجود أي منهم يرأس الاجتماع أكبر الأعضاء سناً من أبناء الأبناء في الهيئة.
- المادة السادسة عشرة

اجتماعات الهيئة سرية، وتعقد اجتماعاتها بناء على موافقة الملك، ولا يحضرها إلا أعضاؤها وأمينها العام إضافة إلى من يتولى ضبط مداولات اجتماعاتها بعد موافقة الملك.
وللهيئة بعد موافقة الملك دعوة من تراه لتقديم إيضاحات أو معلومات وليس له الحق في التصويت.
- المادة السابعة عشرة

يتولى رئيس الهيئة الدعوة لاجتماعاتها في الحالات المنصوص عليها في المواد السادسة، والحادية عشرة، والثانية عشرة، والثالثة عشرة من هذا النظام.
- المادة الثامنة عشرة

يجب على أعضاء الهيئة الالتزام بحضور اجتماعات الهيئة وعلى العضو الذي يطرأ ما يستوجب غيابه عن أحد اجتماعات الهيئة أن يخطر رئيس الهيئة كتابة بذلك، ولا يجوز لأي عضو الانصراف نهائيا من اجتماع الهيئة قبل أنتهائه إلا بإذن من رئيس الاجتماع.
- المادة التاسعة عشرة

يفتتح رئيس الجلسة الاجتماعات ويعلن انتهاءها، ويدير المناقشات، ويأذن بالكلام، ويحدد موضوع البحث، وينهي المناقشة، ويطرح الموضوعات للتصويت.
ويجوز بموافقة عشرة من أعضاء الهيئة مناقشة أي موضوع غير مدرج في جدول الأعمال.
- المادة العشرون

لا يكون اجتماع الهيئة نظاميا إلا بحضور ثلثي أعضائها على الأقل بمن فيهم رئيس الهيئة أو من ينوب عنه.
ومع مراعاة ما ورد في المادة السابعة تصدر قراراتها بموافقة أغلبية أعضائها الحاضرين. وفي حالة التساوي يرجح الجانب الذي صوت معه رئيس الاجتماع. ويجوز في الحالات الطارئة التي لا يتوافر فيها النصاب النظامي عقد اجتماعات الهيئة بحضور نصف أعضائها، وتصدر قراراتها بموافقة ثلثي الأعضاء الحاضرين.
- المادة الحادية والعشرون

يحرر لكل اجتماع محضر يدون فيه مكان الاجتماع، وتاريخه، ووقت افتتاحه، واسم رئيسه، وأسماء الأعضاء الحاضرين، وأسماء الأعضاء الغائبين، وسبب الغياب إن وجد، واسم الأمين العام، وملخص لما دار من مناقشات، وعدد أصوات الموافقين، وغير الموافقين ونتيجة التصويت، ونصوص القرارات، وما يتصل بتأجيل الاجتماع، أو وقفه، ووقت انتهائه، وأي أمر أخرى يرى رئيس الاجتماع تدوينها فيه. ويوقع على المحضر رئيس الاجتماع، والأعضاء الحاضرون، والأمين العام.
- المادة الثانية والعشرون

يتم التصويت على قرارات هيئة البيعة عن طريق الاقتراع السري وفق نموذج يعد لهذا الغرض.
- المادة الثالثة والعشرون

يطلع عضو الهيئة على جدول الأعمال ومرفقاته في مقر انعقاد الهيئة ولا يجوز له أن يصطحب وثائق الهيئة خارج مقر انعقادها.
- المادة الرابعة والعشرون

يعين الملك أمينا عاما للهيئة يتولى استكمال إجراءات توجيه الدعوة لاجتماعاتها، والإشراف على إعداد محاضرها، وقراراتها، وإعلان بيانات اجتماعاتها وفق ما يقرره رئيس الهيئة.
وللأمين العام للهيئة بعد موافقة الملك الاستعانة بمن يراه.
ويعين الملك نائبا للأمين العام يتولى مهامه عند غيابه.
- المادة الخامسة والعشرون

يتم تعديل أحكام هذا النظام بأمر ملكي بعد موافقة هيئة البيعة.

## الأمور التي تمت مراعاتها عند تشكيل الهيئة
- تحقيق الاستقرار الذي شهدته المملكة على مدى التاريخ منذ قيام الملك عبد العزيز بتأسيس المملكة العربية السعودية بالالتزام بالكتاب الكريم والسنة النبوية المطهرة.
- روعي في تشكيل الهيئة اعتبار إنساني برفع شعار الوفاء من خلال النص الذي طرأ في تعديل الفقرات في 26 رمضان عام 1428هـ عندما أصدر الملك عبد الله بن عبد العزيز الأمر الملكي رقم أ/164 المتضمن إصدار اللائحة التنفيذية لنظام هيئة البيعة:«أن تضم الهيئة أحد أبناء كل متوفى أو معتذر أو عاجز بموجب تقرير طبي، يعينه الملك من أبناء الملك المؤسس عبد العزيز على أن يكون مشهوداً له بالصلاح والكفاية».
- الصلاحية والكفاية في أعضاء الهيئة إذ نصت نفس المادة على أن يضم إلى التشكيل اثنان يعينهما الملك أحدهما من ابنائه والآخر من أبناء ولي العهد على أن يكونا مشهوداً لهما بالصلاح والكفاية.[12]

## أعضاء الهيئة
| ترتيب أبناء الملك عبد العزيز             | العضو                                                         |
| ---------------------------------------- | ------------------------------------------------------------- |
| الأمير تركي الأول بن عبد العزيز آل سعود  | الأمير عبد العزيز بن فيصل بن تركي الأول بن عبد العزيز آل سعود |
| الملك سعود بن عبد العزيز آل سعود         | الأمير مشعل بن سعود بن عبد العزيز آل سعود                     |
| الملك فيصل بن عبد العزيز آل سعود         | الأمير خالد بن فيصل بن عبد العزيز آل سعود                     |
| الأمير محمد بن عبد العزيز آل سعود        | الأمير بدر بن محمد بن عبد العزيز آل سعود                      |
| الملك خالد بن عبد العزيز آل سعود         | الأمير فيصل بن خالد بن عبد العزيز آل سعود                     |
| الأمير ناصر بن عبد العزيز آل سعود        | الأمير محمد بن ناصر بن عبد العزيز آل سعود                     |
| الأمير سعد بن عبد العزيز آل سعود         | الأمير محمد بن سعد بن عبد العزيز آل سعود                      |
| الأمير منصور بن عبد العزيز آل سعود       | الأمير طلال بن منصور بن عبد العزيز آل سعود                    |
| الملك فهد بن عبد العزيز آل سعود          | الأمير محمد بن فهد بن عبد العزيز آل سعود                      |
| الأمير بندر بن عبد العزيز آل سعود        | الأمير فيصل بن بندر بن عبد العزيز آل سعود                     |
| الأمير مساعد بن عبد العزيز آل سعود       | الأمير بندر بن مساعد بن عبد العزيز آل سعود                    |
| الملك عبد الله بن عبد العزيز آل سعود     | الأمير خالد بن عبد الله بن عبد العزيز آل سعود                 |
| الأمير عبد المحسن بن عبد العزيز آل سعود  | الأمير سعود بن عبد المحسن بن عبد العزيز آل سعود               |
| الأمير مشعل بن عبد العزيز آل سعود        | الأمير عبد العزيز بن مشعل بن عبد العزيز آل سعود               |
| الأمير سلطان بن عبد العزيز آل سعود       | الأمير خالد بن سلطان بن عبد العزيز آل سعود                    |
| الأمير عبد الرحمن بن عبد العزيز آل سعود  | الأمير تركي بن عبد الرحمن بن عبد العزيز آل سعود               |
| الأمير متعب بن عبد العزيز آل سعود        | الأمير منصور بن متعب بن عبد العزيز آل سعود                    |
| الأمير طلال بن عبد العزيز آل سعود        | الأمير خالد بن طلال بن عبد العزيز آل سعود                     |
| الأمير مشاري بن عبد العزيز آل سعود       | الأمير محمد بن مشاري بن عبد العزيز آل سعود                    |
| الأمير بدر بن عبد العزيز آل سعود         | الأمير فهد بن بدر بن عبد العزيز آل سعود                       |
| الأمير تركي الثاني بن عبد العزيز آل سعود | الأمير خالد بن تركي بن عبد العزيز آل سعود                     |
| الأمير نواف بن عبد العزيز آل سعود(3)     | الأمير عبد العزيز بن نواف بن عبد العزيز آل سعود               |
| الأمير نايف بن عبد العزيز آل سعود        | الأمير سعود بن نايف بن عبد العزيز آل سعود                     |
| الأمير فواز بن عبد العزيز آل سعود        | متوفى وليس له أبناء                                           |
| الملك سلمان بن عبد العزيز آل سعود        | سلطان بن سلمان بن عبد العزيز آل سعود                          |
| الأمير ماجد بن عبد العزيز آل سعود        | الأمير مشعل بن ماجد بن عبد العزيز آل سعود                     |
| الأمير ثامر بن عبد العزيز آل سعود        | الأمير فيصل بن ثامر بن عبد العزيز آل سعود                     |
| الأمير ممدوح بن عبد العزيز آل سعود       | متوفى                                                         |
| الأمير عبد الإله بن عبد العزيز آل سعود   | نفسه                                                          |
| الأمير سطام بن عبد العزيز آل سعود        | الأمير عبدالعزيز بن سطام بن عبدالعزيز آل سعود                 |
| الأمير أحمد بن عبد العزيز آل سعود        | الأمير عبد العزيز بن أحمد بن عبدالعزيز آل سعود                |
| الأمير هذلول بن عبد العزيز آل سعود       | الأمير عبد العزيز بن هذلول بن عبد العزيز آل سعود              |
| الأمير عبد المجيد بن عبد العزيز آل سعود  | الأمير فيصل بن عبد المجيد بن عبد العزيز آل سعود               |
| الأمير مشهور بن عبد العزيز آل سعود       | نفسه                                                          |
| الأمير مقرن بن عبد العزيز آل سعود        | نفسه                                                          |
| الأمير حمود بن عبد العزيز آل سعود        | متوفى و ليس له أبناء ذكور                                     |

## وصلات خارجية
- البيعة في السعودية... مؤسسة تنظيم الحكم النابضة بالهدوء.